# Drepanopeziza ribis
Drepanopeziza ribis är en svampart som först beskrevs av Heinrich Klebahn, och fick sitt nu gällande namn av Franz Xaver von Höhnel 1917. Drepanopeziza ribis ingår i släktet Drepanopeziza och familjen Dermateaceae.  Arten är reproducerande i Sverige. Utöver nominatformen finns också underarten grossulariae.